# حارة الراحة
الراحة هي إحدى حارات مدينة رحاب بمحافظة إب، بلغ تعداد سكانها 411 نسمة حسب تعداد اليمن لعام 2004.